# دین کلمن
دین کلمن (انگلیسی: Dean Coleman؛ زادهٔ ۱۸ سپتامبر ۱۹۸۵) بازیکن فوتبال اهل بریتانیا است.
از باشگاه‌هایی که در آن بازی کرده‌است می‌توان به باشگاه فوتبال کیدرمینستر هاریرس و باشگاه فوتبال والسال اشاره کرد.